# Maladera yonaguniensis
Maladera yonaguniensis är en skalbaggsart som beskrevs av Kobayashi, Kusui och Imasaka 2006. Maladera yonaguniensis ingår i släktet Maladera och familjen Melolonthidae. Inga underarter finns listade i Catalogue of Life.